# Villa San Pedro
La Villa San Pedro, o simplemente La Villa, es junto con San Pedro Viejo uno de los barrios residenciales y comerciales más antiguos de la comuna chilena de San Pedro de la Paz, perteneciente al Gran Concepción en la Región del Biobío. Representa el núcleo administrativo de la comuna, y en ella está ubicada la Ilustre Municipalidad de San Pedro de la Paz.
Este barrio se caracteriza por sus lagunas y sus conjuntos habitacionales conformados por casas y edificios bajos de la década de los sesenta. Dichas lagunas son la Laguna Chica y la Laguna Grande, en la cual está presente el Anfiteatro de San Pedro de la Paz.

## Urbanismo

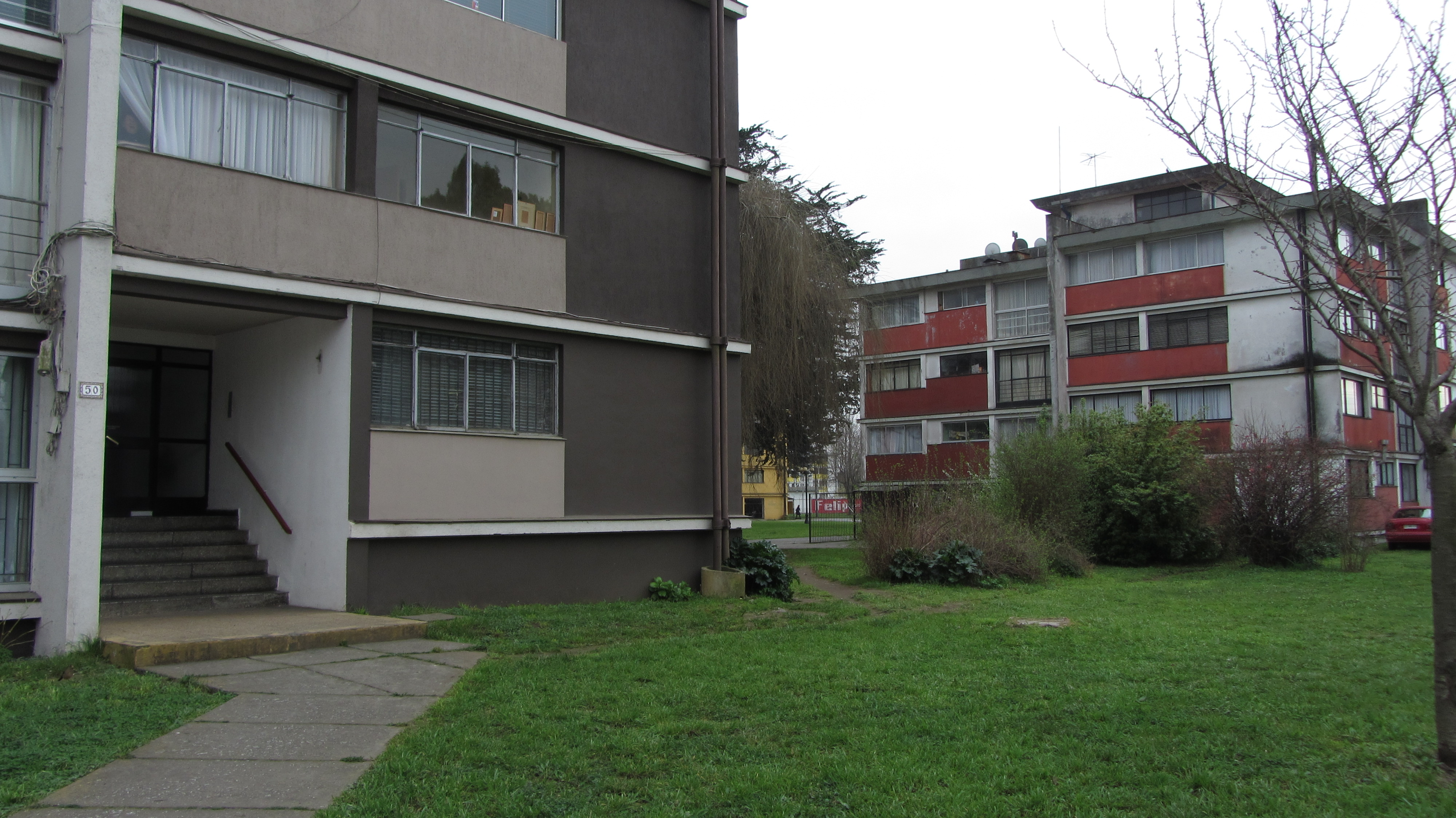
Edificios característicos de los años 1960.

Las primeras construcciones de la Villa San Pedro datan de 1964. En los años 1960 la población de San Pedro de la Paz, que todavía era parte de Concepción, comenzó a aumentar considerablemente, debido a la escasez de terrenos disponibles para la construcción de viviendas en el casco urbano de Concepción y a que el terremoto del 21 de mayo de 1960 destruyó e impidió habitar muchas viviendas de esta ciudad. Esto llevó a la Corporación de Vivienda (Corvi), a adquirir dos grandes extensiones de terrenos (fundos en ese tiempo) en la actual comuna, con el propósito de construir y habitar lo que actualmente se conoce como Villa San Pedro, actual corazón de la comuna. La construcción de esta villa conduce a la implementación una serie de servicios, como colegios, asistencia médica, vigilancia, entre otros.
En 2014, este barrio celebró en el Parque Laguna Grande sus 50 años, a través de una serie de eventos que contaron con una masiva asistencia.
|                                            |
| Ilustre Municipalidad San Pedro de la Paz. |

|                                    |
| Anfiteatro de San Pedro de la Paz. |

|                                      |
| Centro Cultural San Pedro de la Paz. |

|                |
| Laguna Grande. |

|               |
| Laguna Chica. |